# Liste der Kulturdenkmäler in Trier-Kürenz
In der Liste der Kulturdenkmäler in Trier-Kürenz sind alle Kulturdenkmäler des Ortsbezirks Kürenz der rheinland-pfälzischen Stadt Trier aufgeführt. Grundlage ist die Denkmalliste des Landes Rheinland-Pfalz (Stand: 8. Januar 2024).

## Denkmalzonen
| Bezeichnung                                       | Lage                                                 | Baujahr                     | Beschreibung | Bild                           |
| ------------------------------------------------- | ---------------------------------------------------- | --------------------------- | --- | ------------------------------ |
| Denkmalzone Rosenstraße                           | Rosenstraße 14–22, Nellstraße 10 und 11 Lage         | 1904 ff.                    | geschlossene Zeile mit in den Einzelformen abwechslungsreich, aber nach ähnlichem Konzept gestalteten Wohnhäusern, die Vorgärten mit originalen Einfassungen, 1904 ff. | Fotos hochladen                |
| Denkmalzone Kürenzer Schlösschen                  | Zum Schloßpark 62 Lage                               | Anfang des 19. Jahrhunderts | ehemaliger Gutshof, Anfang des 19. Jahrhunderts vom Präfekten des Saardepartements Alexandre François Bruneteau de Sainte Suzanne unter Einbeziehung älterer Bausubstanz errichtet; kubischer Mansardwalmdachbau, Anfang des 19. Jahrhunderts, Turmanbau in Neurenaissanceformen 1887; zugehörig der Landschaftsgarten mit altem Baumbestand, Orangerie und Teehaus und die erhaltenen Teile der Ummauerung | weitere Bilder Fotos hochladen |
| Denkmalzone Arbeitersiedlung der Domäne Avelsbach | östlich des Ortes (Baltzstraße 1–19, 21 und 22) Lage | 1908–10                     | dorfartige Anlage mit neun individuell gestalteten Doppelhäusern mit Wohn- und Wirtschaftsteil, Gärten und Ackerland sowie Gemeinschaftshaus, Heimatstilbauten, 1908–10 | weitere Bilder Fotos hochladen |

## Einzeldenkmäler
| Bezeichnung                            | Lage                                           | Baujahr                        | Beschreibung | Bild                           |
| -------------------------------------- | ---------------------------------------------- | ------------------------------ | --- | ------------------------------ |
| Sporthalle                             | Am Grüneberg 27 Lage                           | 1927                           | Sporthalle; eingeschossiger neuklassizistischer Walmdachbau mit zweigeschossigem Trakt (Umkleideräume und Wohnungen), 1927 | Fotos hochladen                |
| Wasserbehälter                         | Am Grüneberg 30 Lage                           | nach 1918                      | Wasserbehälter zur Versorgung des Trierer Hauptbahnhofs; zylindrischer Bau mit teerpappengedeckter Flachkuppel, nach 1918 | Fotos hochladen                |
| Wohn- und Geschäftshaus                | Domänenstraße 29 Lage                          | um 1900                        | dreigeschossiges Eckwohn- und Geschäftshaus mit mehrfarbiger Klinkerfassade und hochgezogenem Schieferdach, um 1900 | Fotos hochladen                |
| Wohn- und Geschäftshaus                | Domänenstraße 38 Lage                          | 1904                           | ehemalige Metzgerei und Gastwirtschaft; stattlicher Backsteinbau mit mehrfarbiger Klinkerfassade und hochgezogenem Schieferdach, 1904 | Fotos hochladen                |
| Katholische Pfarrkirche St. Bonifatius | Domänenstraße 94 Lage                          | 1932/33                        | zweischiffiger kubischer Bau in Formen der Neuen Sachlichkeit, kupfergedecktes Satteldach, 1932/33, Architekt F. Thoma; Ausstattung aus mehreren Epochen; zugehörig das Pfarrhaus (Kobusweg 1), gleichfalls in sachlichen Formen | Fotos hochladen                |
| Wohnhaus                               | Zum Schloßpark 41 Lage                         | 16. oder 17. Jahrhundert       | Eckwohnhaus; Massivbau mit sehr dicken Mauern, im Kern aus dem 16. oder 17. Jahrhundert, wohl das älteste Wohnhaus in Kürenz | Fotos hochladen                |
| Gemeinde- und Schulhaus                | östlich des Ortes (Baltzstraße 19) Lage        | Anfang des 20. Jahrhunderts    | ehemaliges Gemeinschaftshaus der Arbeitersiedlung der Domäne Avelsbach; Putzbau mit Krüppelwalm, auf den Giebelseiten eingeschossige Anbauten, Anfang des 20. Jahrhunderts, 1923/24 Aufstockung und Umgestaltung zur Schule mit Lehrerwohnung; im Innern originale Backöfen                                                                    | Fotos hochladen                |
| Staatliche Weinbaudomäne Avelsbach     | östlich des Ortes am Fuß der Weinberge Lage    | 1900–09                        | Musteranlage für Weinbau und Weinlagerung, 1900–09, Architekt Kreisbauinspektor Jaffke; historistische Baugruppe aus Kelterhaus, Abfüll- und Lagergebäuden und Wohnhaus: unterschiedlich hohe Gebäude einschließlich Turm mit Putzflächen, Sichtbackstein und Zierfachwerk sowie unterschiedlichen Dachflächen mit Walmen und Gaupen           | weitere Bilder Fotos hochladen |
| Aussichtsturm                          | östlich des Ortes in den Weinbergen Lage       | 1910                           | Aussichtsturm der Staatlichen Weinbaudomäne Avelsbach; turmartiger Zentralbau, Bruchstein, historisierende Burgenarchitektur, bezeichnet 1910; landschaftsbildprägend | weitere Bilder Fotos hochladen |
| Wasserturm                             | südlich des Ortes (Josef-Harnisch-Straße) Lage | 1958                           | 1958 nach Plänen des Trierer Architekten Herbert Montebaur als Stahlbetonkonstruktion für die Wasserversorgung der französischen Militäranlagen auf dem Petrisberg errichtet, sich nach oben konisch erweiternde Hochbehälter mit flachem, leicht überstehendem Dach von vier strebepfeilerartigen Betonscheiben um einen runden Kern gestützt | weitere Bilder Fotos hochladen |
| Franzensknüppchen                      | südlich des Ortes auf dem Petrisberg Lage      | 2. oder 3. Jahrhundert n. Chr. | römischer Großgrabhügel mit Kalkstein-Ringmauer, 2. oder 3. Jahrhundert | Fotos hochladen                |
| Katholische Kreuzkapelle mit Kreuzweg  | südlich des Ortes auf dem Petrisberg Lage      | 1844                           | aufwändig gegliederter Putzbau mit hohem Dachreiter, Rundbogenstil, 1844, nazarenische Ausmalung; Kreuzweg mit 14 Stationen, 1925 von Bildhauer Nagel | weitere Bilder Fotos hochladen |
| Wasserhochdruckbehälter Kreuzweg       | südwestlich des Ortes am Petrisberg Lage       | 1905/06                        | 14 Betonkammern mit mäandernder Wasserführung, sichtbar die Pumpenhalle mit Sandsteinfassade in Jugendstilformen, 1905/06 | Fotos hochladen                |
| Wasserniederdruckbehälter              | südwestlich des Ortes am Petrisberg Lage       | Ende des 19. Jahrhunderts      | Flachtonnen über sieben mal sechs Rechteckstützen, sichtbar die rotsandsteinverkleidete, festungsartige Vorkammer, Ende des 19. Jahrhunderts | Fotos hochladen                |